# ماسباته
ماسباته یا مسبته (Masbate) یکی از استان‌های کشور فیلیپین است. این استان در مرکز این کشور قرار گرفته است و بخشی از جزیره‌های ویسایا است.
مرکز این استان شهر ماسبات است. جمعیت آن بیش از هفتصد و هفتاد هزار نفر است. مساحت این استان بیش از چهار هزار کیلومتر مربع است .